# Holly Lawrence
Holly Lawrence (* 25. Februar 1990 in London) ist eine Triathletin aus dem Vereinigten Königreich. Sie ist Ironman 70.3-Weltmeisterin (2016).

## Werdegang
Holly Lawrence wurde als Drilling geboren und die drei Kinder waren schon in jungen Tagen sportlich aktiv. Ihre Schwester Abigail fing mit Leichtathletik an und Holly startete mit ihrem Bruder Luke im Schwimmsport.
Als 16-Jährige startete die Britin bei ihrem ersten Triathlon. 2014 ging sie bei den Commonwealth Games an den Start und belegte im Strathclyde Country Park in Glasgow mit dem Mixed-Team für Wales den achten Rang.
Seit 2015 startet sie auch auf der Triathlon-Mitteldistanz bei Ironman-70.3-Rennen.
Im Juni 2016 gewann sie auf der Kurzdistanz den Escape from Alcatraz Triathlon.

### Siegerin Ironman 70.3 World Championship 2016
Im September 2016 konnte die damals 26-Jährige in Australien als bisher größten Erfolg die Ironman 70.3 World Championships für sich entscheiden.
Seit der Saison 2017 startete Holly Lawrence für das 13-köpfige „Bahrain Elite Endurance Triathlon Team“.

### Zweite Ironman 70.3 World Championships 2019
Im Mai 2019 konnte sie zum zweiten Mal nach 2017 auf der Mitteldistanz den Ironman 70.3 St. George für sich entscheiden und damit ihr zwölftes Ironman-70.3-Rennen gewinnen. Im September 2019 wurde Lawrence Zweite in Nizza bei den Ironman 70.3 World Championships.
Im Dezember 2020 wurde die damals 30-Jährige in den USA Vierte bei der PTO-Weltmeisterschaft (2 km Schwimmen, 80 km Radfahren und 18 km Laufen).

### Zweite Ironman 70.3 European Championships 2021
Im Juni 2021 gewann sie mit dem Ironman 70.3 Des Moines ihr 14. Ironman-70.3-Rennen und sie wurde eine Woche später Vizeeuropameisterin Ironman 70.3.
Holly Lawrence startete am 28. August 2021 für das im Collins Cup der Professional Triathletes Organisation zusammengestellte Team Europe – zusammen mit Lucy Charles-Barclay, Anne Haug, Katrina Matthews, Emma Browne, Daniela Ryf, Daniel Lund Bækkegård, Jan Frodeno, Gustav Iden, Sebastian Kienle, Patrick Lange und Joe Skipper.
Im März 2024 wurde die 34-Jährige Dritte bei der Premiere der T100 Triathlon World Tour in Miami und kassierte 12.000 US-Dollar Preisgeld.

## Auszeichnungen
- Holly Lawrence wurde im Rahmen des PTO Collins Cup 2021 zusammen mit Lionel Sanders mit dem Julie Moss Award ausgezeichnet.

## Sportliche Erfolge
| Datum/Jahr    | Rang | Wettbewerb                                                    | Austragungsort | Zeit     | Bemerkung |
| ------------- | ---- | ------------------------------------------------------------- | -------------- | -------- | --- |
| 19. Nov. 2017 | 3    | Island House Invitational Triathlon                           | Nassau         |          | zweitägiger Wettkampf |
| 11. Juni 2017 | 3    | Escape from Alcatraz Triathlon                                | San Francisco  | 01:43:36 | |
| 30. Okt. 2016 | 3    | Island House Invitational Triathlon                           | Nassau         | 03:56:17 | dreitägiger Wettkampf – hinter Gwen Jorgensen und Flora Duffy                                                                   |
| 12. Juni 2016 | 1    | Escape from Alcatraz Triathlon                                | San Francisco  | 02:20:53 | |
| 24. Juli 2014 | 8    | Commonwealth Games 2014                                       | Glasgow        | 00:19:54 | Start im Mixed-Team für Wales mit Carol Bridge, Liam Lloyd und Morgan Davies; 250 m Schwimmen, 6 km Radfahren und 1,6 km Laufen |
| 21. Juni 2014 | 3    | ETU Short Distance Triathlon European Championship Mixed Team | Kitzbühel      |          | Europameisterschaft auf der olympischen Kurzdistanz – im Team mit Marc Austin, Lois Rosindale und Matthew Sharp                 |
| 31. Mai 2014  | 47   | ITU World Championship Series 2014                            | London         | 00:58:16 | Sprintdistanz – hinter der Siegerin Gwen Jorgensen                                                                              |

| Datum/Jahr    | Rang | Wettbewerb                                                    | Austragungsort | Zeit     | Bemerkung                                                                          |
| ------------- | ---- | ------------------------------------------------------------- | -------------- | -------- | ---------------------------------------------------------------------------------- |
| 20. Juli 2025 | 5    | Ironman USA                                                   | Lake Placid    | 09:00:46 | erster Start auf der Langdistanz                                                   |
| 9. März 2024  | 3    | T100 Miami                                                    | Miami          | 03:30:36 | 2 km Schwimmen, 80 km Radfahren und 18 km Laufen                                   |
| 9. Dez. 2022  | 4    | Ironman 70.3 Bahrain                                          | Manama         | 04:10:34 | hinter der Französin Marjolaine Pierré                                             |
| 22. Mai 2022  | 3    | Ironman 70.3 Chattanooga                                      | Chattanooga    |          |                                                                                    |
| 18. Sep. 2021 | 8    | Ironman 70.3 World Championships                              | St. George     | 04:16:03 |                                                                                    |
| 28. Aug. 2021 | 3    | PTO Collins Cup                                               | Šamorín        | 03:44:07 | im Team Europe                                                                     |
| 27. Juni 2021 | 2    | Ironman 70.3 European Championships                           | Helsingør      | 04:05:18 | Zweite der Ironman 70.3 European Championships beim Ironman 70.3 Kronborg-Elsinore |
| 21. Juni 2021 | 1    | Ironman 70.3 Des Moines                                       | Des Moines     | 02:53:45 | verkürzter Radkurs                                                                 |
| 6. Dez. 2020  | 4    | PTO Professional Triathletes Organisation World Championships | Daytona Beach  | 03:31:09 | PTO-Weltmeisterschaft (2 km Schwimmen, 80 km Radfahren und 18 km Laufen)           |
| 27. Sep. 2020 | 1    | Ironman 70.3 Cozumel                                          | Cozumel        |          |                                                                                    |
| 7. Dez. 2019  | 1    | Ironman 70.3 Bahrain                                          | Manama         | 03:52:51 | persönliche Bestzeit auf der Mitteldistanz                                         |
| 7. Sep. 2019  | 2    | Ironman 70.3 World Championships                              | Nizza          | 04:27:02 | Vizeweltmeisterin                                                                  |
| 4. Mai 2019   | 1    | Ironman 70.3 St. George                                       | St. George     | 04:06:05 | North American Championships                                                       |
| 6. Apr. 2019  | 2    | Ironman 70.3 California                                       | Oceanside      | 04:14:06 |                                                                                    |
| 1. Feb. 2019  | 1    | Ironman 70.3 Dubai                                            | Dubai          | 04:00:04 | mit neuem Streckenrekord                                                           |
| 8. Dez. 2018  | 1    | Ironman 70.3 Bahrain                                          | Manama         | 03:59:20 |                                                                                    |
| 7. Apr. 2018  | 2    | Ironman 70.3 California                                       | Oceanside      | 04:16:26 |                                                                                    |
| 2. Feb. 2018  | 3    | Ironman 70.3 Dubai                                            | Dubai          | 04:07:36 |                                                                                    |
| 25. Nov. 2017 | 1    | Ironman 70.3 Bahrain                                          | Manama         | 04:02:34 |                                                                                    |
| 16. Juli 2017 | 1    | Ironman 70.3 Racine                                           | Racine         |          |                                                                                    |
| 25. Juni 2017 | 1    | Ironman 70.3 Mont-Tremblant                                   | Mont-Tremblant | 04:14:24 | erfolgreiche Titelverteidigung                                                     |
| 13. Mai 2017  | 1    | Ironman 70.3 Santa Rosa                                       | Sonoma County  | 04:13:20 |                                                                                    |
| 6. Mai 2017   | 1    | Ironman 70.3 St. George                                       | St. George     | 04:12:07 | North American Championships                                                       |
| 1. Apr. 2017  | 1    | Ironman 70.3 California                                       | Oceanside      | 04:14:18 |                                                                                    |
| 4. Sep. 2016  | 1    | Ironman 70.3 World Championships                              | Mooloolaba     | 04:09:12 | Ironman 70.3 Weltmeisterin                                                         |
| 10. Juli 2016 | 1    | Vineman Ironman 70.3                                          | Santa Rosa     | 04:09:40 |                                                                                    |
| 26. Juni 2016 | 1    | Ironman 70.3 Mont-Tremblant                                   | Mont-Tremblant | 04:08:53 |                                                                                    |
| 7. Mai 2016   | 2    | Ironman 70.3 St. George                                       | St. George     | 04:18:04 | North American Championships                                                       |
| 21. Juni 2015 | 2    | Ironman 70.3 Mont-Tremblant                                   | Mont-Tremblant | 04:11:33 |                                                                                    |
| 28. März 2015 | 3    | Ironman 70.3 California                                       | Oceanside      | 04:16:59 | [ 14 ]                                                                             |
| 16. Juni 2013 | 2    | UK Ironman 70.3                                               | Somerset       |          | Zweite hinter der Irin Eimear Mullan                                               |

(DNF – Did Not Finish)